# اویه سنجوجو
اویه سنجوجو (انگلیسی: Oier Sanjurjo؛ زادهٔ ۲۵ مهٔ ۱۹۸۶) بازیکن فوتبال اهل اسپانیا است.
از باشگاه‌هایی که در آن بازی کرده‌است می‌توان به باشگاه فوتبال سلتاویگو و باشگاه فوتبال اوساسونا اشاره کرد.
وی همچنین در تیم ملی فوتبال باسک بازی کرده‌است.